# غیرداستانی خلاق
غیرداستانیِ خلاق (به انگلیسی: Creative nonfiction) یا واقعیت غیرداستانیِ خلاق (که معمولاً با عنوان «واقعیت ادبی» یا «داستان واقعی سبکی» نیز شناخته می‌شود) سبکی در نویسندگی و ماهیت محتوای روزنامه‌نگاری است که از روش‌ها و تکنیک‌های ادبی برای خلق داستان‌های درستِ واقعی استفاده می‌کند. واقعیت خلاق با سایر واقعیات مثل متن‌ها و روزنامه‌نگاری‌های تکنیکی یا دانشگاهی که بر اساس حقیقت و قانون درستی پدید می‌آیند اما برای سرگرمی مبتنی بر نوع نوشتن یا نثر و معانی نوشته نمی‌شوند.

## مشخصات و تعریف
برای اینکه یک متن به‌عنوان واقعیت خلاق حساب شود باید از نظر حقیقی صحیح باشد و با توجه به روش و تکنیک‌های ادبی نوشته شود. در آخر هدف اولیهٔ نویسندهٔ واقعیت خلاق این است که با اطلاعات مثل یک گزارشگر ارتباط برقرار کند اما آن را طوری شکل دهد که مثل واقعیت خوانده شود. بیوگرافی، شرح زندگی‌نامه توسط خود شخص، شرح حال، خاطرات روزانه، سفرنامه، متن‌های خوراکی، روزنامه‌نویسی ادبی، تاریخچه، نوشته‌های شخصی و دیگر متن‌های مشابه از این دسته‌اند. ویویان گورنیک می‌گوید: یک شرح حال داستانی است که از یک زندگی گرفته شده‌است که واقعی است و نه خیالی و وقایع وابسته به اولین راوی است که حتماً هم نویسنده نیست. علاوه بر این مسائل ساده، این نوشته مسؤولیت یکسانی با داستان کوتاه یا کتاب داستان دارد از این جهت که بخشی از یک تجربه را شکل می‌دهد پس از یک داستان خصوصی به حالتی تبدیل می‌شود که برای خوانندگان جذاب باشد. کریس آندرسن منتقد بر  این باور است که این نوع با تقسیم آن به دو زیرمجموعه متن‌های شخصی و متن‌های روزنامه‌ای به بهترین شکل درک خواهد شد، اما این روش تنها با کمبود انجمن‌های پخش شناخته می‌شود.